# Solar do Conde de Porto Alegre

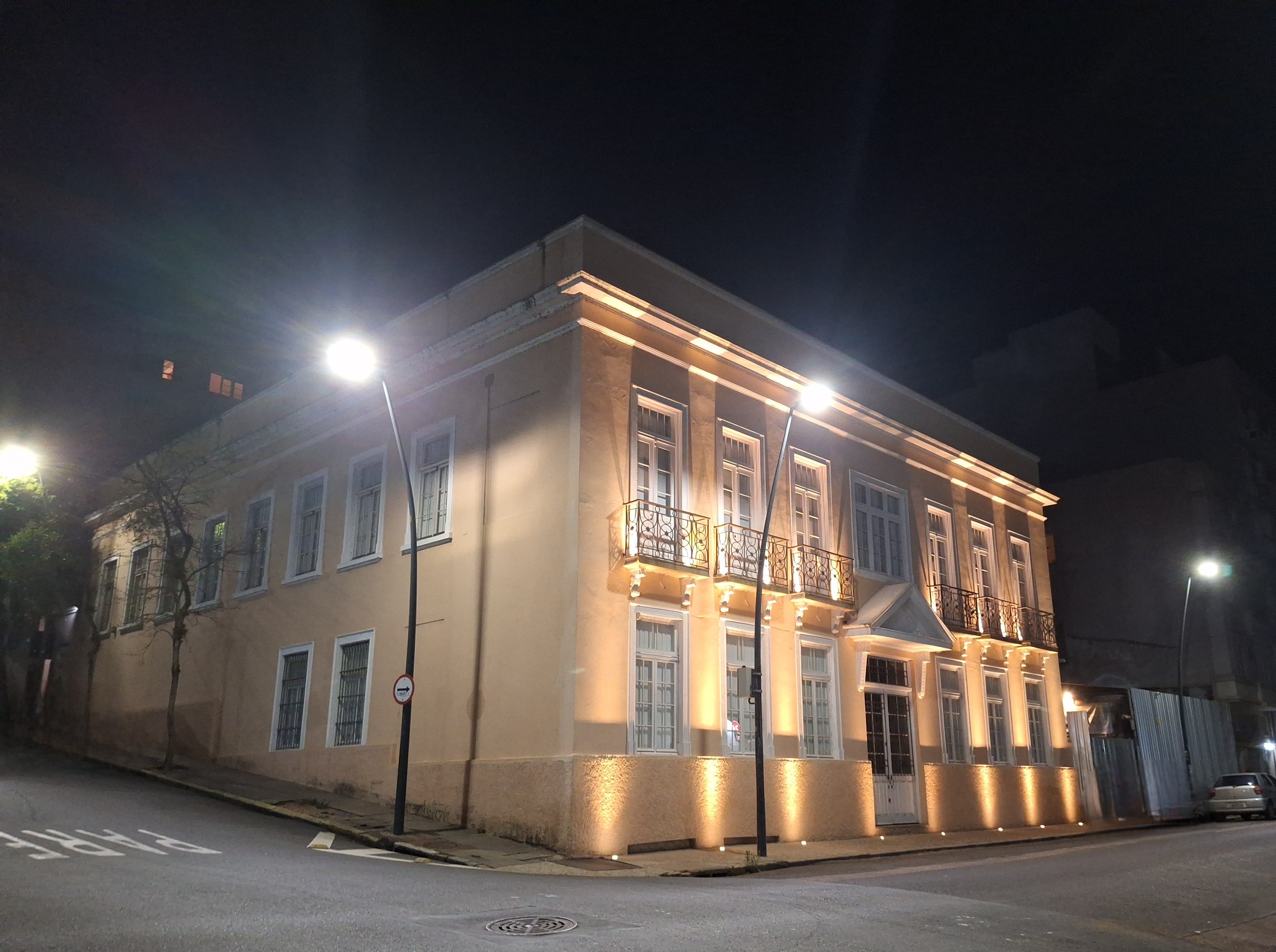
O Solar à noite

O Solar do Conde de Porto Alegre é uma edificação histórica da cidade de Porto Alegre, capital do estado brasileiro do Rio Grande do Sul, localizado na rua General Canabarro, 363.

## História
Foi construído em torno de 1830 como residência do comendador Israel Soares de Paiva, falecido em 21 de março de 1859, tio e tutor da Condessa de Porto Alegre. Ele casou com Belmira da Silva Lima e Paiva mas não tiveram filhos. Ali morou com a esposa e depois com as órfãs Bernardina e Clara, filhas do irmão Antônio Soares de Paiva e de Clara Joaquina de Castro Antiqueira (filha do Visconde de Jaguari). Bernardina Soares de Paiva recebeu o solar como presente de casamento, foi a segunda consorte do conde de Porto Alegre, distinguido personagem da história gaúcha. Pertenceu à família - os descendentes do conde de Porto Alegre - até 1932, quando foi vendido ao Governo do Estado do Rio Grande do Sul. 
Em 1933, foi utilizado pelo Quartel General do Corpo Policial “Ratos Brancos”, tendo sua configuração original alterada, como as aberturas externas que foram trocadas de esquadrias em arco abatido para verga reta.
A partir de então, abrigou vários órgãos públicos, como Quartel-General da Guarda Civil, Chefatura de Polícia, Instituto Médico Legal e DOPS, centro de repressão na ditadura.
Passou a ser a sede da Divisão de Policiamento de Trânsito e hoje é a sede do departamento no Rio Grande do Sul do Instituto de Arquitetos do Brasil, estando em processo de restauro. Por sua importância, foi tombado pelo município em 1998.

## Arquitetura
Originalmente apresentava características do estilo colonial português, com aberturas em arco abatido, telhas capa-canal e camarinha no eixo central da fachada, mescladas ao neoclassicismo típico do período imperial, com platibandas e pilastras na fachada. Em 1933 sofreu uma reforma que suprimiu a camarinha e regularizou as aberturas dando-lhes verga reta, entre outras intervenções.

Possui uma área total de 921 metros quadrados, com área construída de 761,34 metros quadrados. No pavimento térreo apresenta um salão central conectando à duas alas, uma à leste e outra à oeste, com salas. No pavimento superior, apresenta uma planta retangular com balcões com peitoril de ferro. As paredes são de alvenaria em tijolos argamassados em cal, areia e barro com vestígio de conchas. 